# Jusztinián Serédi
Jusztinián György Serédi, né le 23 avril 1884 à Deáki en Hongrie, aujourd'hui en Slovaquie, et mort le 29 mars 1945 à Esztergom, est un cardinal hongrois, créé par Pie XI. Il est membre de l'ordre des bénédictins. 

## Biographie
Serédi est membre de la communauté de l'abbaye de Pannonhalma, professeur au collège international "S. Anselmo" à Rome, procureur général de  son ordre à Rome et conseiller à la légation de la Hongrie à Rome. Serédi est élu archevêque d'Esztergom en 1927. Il est créé cardinal par le pape Pie XI lors du consistoire du 19 décembre 1927.
Serédi est un opposant ferme au nazisme dans les années 1930 et interdit aux prêtres d'appuyer les principes du nazisme. Il participe au conclave de 1939, lors duquel Pie XII est élu pape. À la fin de la Deuxième Guerre mondiale, il est emmené par les Allemands comme otage mais meurt avant la fin du conflit. Il est inhumé dans la cathédrale-basilique d'Esztergom.

## Succession apostolique
Jusztinián Serédi a ordonné les évêques suivants :
- Archevêque József Grősz (de) (1929)
- Évêque István Hász (hu) (1929)
- Évêque István Breyer (hu) (1929)
- Évêque Zoltán Lajos Meszlényi (1937)
- Évêque Tihamér Tóth (pl) (1938)
- Évêque István Madarász (hu) (1939)
- Archevêque Gyula Czapik (hu) (1939)
- Évêque Vilmos Apor (1941)
- Évêque János Scheffler (de) (1942)
- Évêque József Pétery (hu) (1942)
- Archevêque Endre Hamvas (it) (1944)
- Cardinal József Mindszenty (1944)
- Évêque Sándor Kovács (hu) (1944)